# Port de Tokyo
Le port de Tokyo est situé à Tokyo au Japon, dans la baie de Tokyo. Il possède un trafic annuel de 3,7 millions de EVP en 2007.